# تعداد ذره
تعداد ذره(به انگلیسی: Particle number یا number of particles) یکی از پارامترهای اساسی ترمودینامیکی است.این کمیت که با نماد {\displaystyle N} نشان داده می‌شود یک کمیت بدون بعد می‌باشد  که به حجم و اندازه سیستم وابسته است.همچنین این کمیت یک کمیت مقداری است.به صورت ساده تعداد ذرات سیستم به صورت زیر تعریف می‌شود:
N = nNA,
که در این رابطه NA نشان دهنده عدد آووگادرو می‌باشد  و {\displaystyle n} نشان دهنده مول های سیستم است..